# 쓰즈키구
쓰즈키구(일본어: 都筑区)는 일본 가나가와현 요코하마시를 구성하는 18개 구 중 하나이다. 이 지역의 평균 연령은 36세로 요코하마에서 가장 어린 구이다. 쓰즈키구는 또한 요코하마에서 가장 최근에 만들어진 구이다. 1994년에 미도리구와 아오바구의 일부가 합쳐져 형성되었다.

## 지리
요코하마시의 북쪽에 위치한다. 서쪽으로 아오바구, 미도리구, 동쪽으로 고호쿠구와 접하고 북쪽으로 가와사키시 다카쓰구, 미야마에구와 접한다.

## 역사
- 1939년 4월 1일 - 쓰즈키군 가와와정(川和町), 나카가와촌(中川村), 야마우치촌(山内村)이 요코하마시 고호쿠구에 편입되었다.
- 1969년 10월 1일 - 고호쿠구에서 미도리구가 분구되었다. 나카가와 지구는 고호쿠구에 남고 나머지는 미도리구가 되었다.
- 1994년 11월 6일 - 고호쿠구와 미도리구의 일부가 아오바구, 쓰즈키구로 분구되었다.

## 교통

### 철도
- 요코하마시 교통국(요코하마 시영 지하철)
  - 블루 라인
  - 그린 라인

### 도로
- 국도 246호선
- 국도 466호선